# Dependency-Inversion-Prinzip

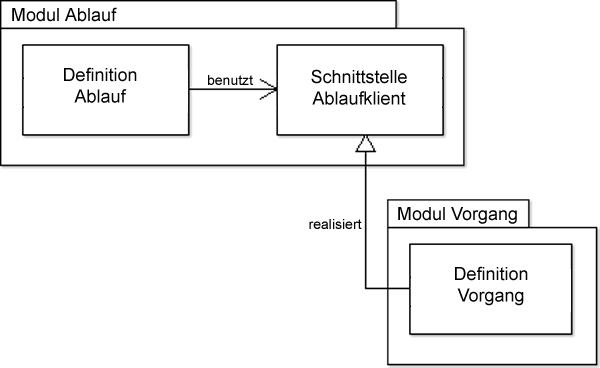
Strukturierung von Modulen nach DIP

Das Dependency Inversion Principle (DIP, englisch für Abhängigkeits-Umkehr-Prinzip) ist ein Prinzip beim objektorientierten Entwurf von Software. Es beschäftigt sich mit der Abhängigkeit von Modulen.
Im Allgemeinen wird das DIP beschrieben durch:
Module höherer Ebenen sollten nicht von Modulen niedrigerer Ebenen abhängen.
Beide sollten von Abstraktionen abhängen.
Abstraktionen sollten nicht von Details abhängen.
Details sollten von Abstraktionen abhängen.

## Problemstellung und Lösung
Objektorientierte Entwürfe werden in Module strukturiert, die unterschiedliche Verantwortlichkeiten umsetzen. Eine gängige Praxis ist das Anordnen der Module in Ebenen. Je niedriger die Ebene eines Moduls, desto spezieller sind die Vorgänge, die es definiert. In Modulen niedrigerer Ebenen werden Abläufe definiert, welche von allgemeineren Abläufen in höheren Ebenen benutzt werden.
Falls diese Anordnung falsch umgesetzt wird, also Module höherer Ebenen von Modulen niedrigerer Ebenen abhängen, entsteht ein Problem. Änderungen in Modulen niedrigerer Ebenen führen unweigerlich zu Änderungen in Modulen höherer Ebenen. Dies widerspricht aber einerseits dem eigentlichen Ansatz der Hierarchie, andererseits führt es zu zyklischen Abhängigkeiten. Dadurch kommt es zu einer erhöhten Kopplung der Module, welche Änderungen in Architektur und Design unnötig verkomplizieren.
Der Lösungsansatz ist die Invertierung der Abhängigkeit. Das Modul der höheren Ebene definiert die Schnittstelle, mit der es arbeitet. Module niedrigerer Ebene realisieren die Schnittstelle.

## Beispiel
Wir betrachten ein einfaches Schalter-Lampe-Modell. Das Drücken des Schalters soll die Lampe an- oder ausschalten.
Eine einfache Implementierung in Java:
```
public
 
class
 
Lampe
 
{

   
private
 
boolean
 
leuchtet
;

   
public
 
void
 
anschalten
()
 
{

      
leuchtet
 
=
 
true
;

   
}

   
public
 
void
 
ausschalten
()
 
{

      
leuchtet
 
=
 
false
;

   
}

}

public
 
class
 
Schalter
 
{

   
private
 
Lampe
 
lampe
;

   
private
 
boolean
 
gedrueckt
;

   
public
 
Schalter
(
Lampe
 
lampe
)
 
{

      
this
.
lampe
 
=
 
lampe
;

   
}

   
public
 
void
 
drueckeSchalter
()
 
{

      
gedrueckt
 
=
 
!
gedrueckt
;

      
if
(
gedrueckt
)
 
{

         
lampe
.
anschalten
();

      
}
 
else
 
{

         
lampe
.
ausschalten
();

      
}

   
}

}

```

Schalter steuert den Ablauf des Verhaltens und benutzt dazu Lampe. Demnach sollte es einem Modul höherer Ebene angehören. Jedoch verletzt das beschriebene Modell das DIP, da Schalter abhängig von Lampe ist. Wird entschieden, dass die Methoden von Lampe umbenannt werden, muss auch Schalter geändert werden.
Das grundlegende Problem ist, dass Schalter direkt mit Lampe arbeitet, welches zu einem niedrigeren Modul gehört. Schalter sollte selbst definieren, wie das Objekt aussehen sollte, mit dem es arbeitet.
Die Lösung in Java:
```
public
 
interface
 
Geraet
{

   
public
 
void
 
anschalten
();

   
public
 
void
 
ausschalten
();

}

public
 
class
 
Lampe
 
implements
 
Geraet
{

   
private
 
boolean
 
leuchtet
 
=
 
false
;

   
public
 
void
 
anschalten
()
 
{

      
leuchtet
 
=
 
true
;

   
}

   
public
 
void
 
ausschalten
()
 
{

      
leuchtet
 
=
 
false
;

   
}

}

public
 
class
 
Schalter
 
{

   
private
 
Geraet
 
lampe
;

   
private
 
boolean
 
gedrueckt
;

   
public
 
Schalter
(
Geraet
 
lampe
)
 
{

      
this
.
lampe
=
 
lampe
;

   
}

   
public
 
void
 
drueckeSchalter
()
 
{

      
gedrueckt
 
=
 
!
gedrueckt
;

      
if
(
gedrueckt
)
 
{

         
this
.
lampe
.
anschalten
();

      
}
 
else
 
{

         
this
.
lampe
.
ausschalten
();

      
}

   
}

}

```